# El Casó (Pinell de Solsonès)
El Casó és una masia situada al municipi de Pinell de Solsonès, a la comarca catalana del Solsonès.
Està situada a 791 m d'altitud molt a prop de Xerpell de la Costa, quedant el serrat de la Plana no gaire lluny.

## Història
La primera vegada que la casa apareix documentada és al segle xviii. A la porta principal d'entrada a la casa trobem la inscripció '1864' data en què es devia dur a terme alguna reforma d'aquesta, ja que aquesta ha estat ampliada, s'han tapiat portes i suprimit annexos. El nom de la casa Mn. Bach el classifica dins els topònims derivats de l'estructura de la construcció ja que Casó es un nom més primitiu que caseta.

## Descripció
La casa és de planta rectangular que consta d'una planta baixa més un pis superior i unes golfes. La casa va ser allargada pel vessant est. Els materials de construcció són: per la part més antiga pedra, tapia i ciment i per la part mes nova totxo revestit amb arrebossat de ciment. La teulada té dos vessants i coberta amb teula àrab. L'entrada principal es troba a la façana sud i és tracta d'una porta amb arc de mig punt emmarcada amb dovelles. Al vessant oest de la casa hi ha un baluard, actualment no s'hi pot accedir des de l'exterior la que les portes d'accés van ser tapiades. A la façana nord de la casa hi ha una porta amb arc de mig punt rebaixat que actualment es troba tapiada. En aquesta mateixa façana hi ha un annex que suposem és un dipòsit d'aigua.